# Петровский, Андрей Андреевич
Андрей Андреевич Петровский (1786—1867) — генерал-майор, директор Аракчеевского кадетского корпуса, участник Бородинской битвы.

## Биография
Происходил из дворян Харьковской губернии, родился в 1786 году.
Поступив на службу юнкером в 1804 году, он 20 мая 1808 года, находясь на службе в Ингерманландском драгунском полку, получил чин прапорщика, в 1811 году был произведён в поручики, 8 мая 1812 года — в штабс-капитаны.
В 1812 году Петровский принимал участие в отражении нашествия Наполеона в Россию, участник Бородинского сражения 1812 г. За отличие 22 сентября получил чин капитана Курляндского драгунского полка. 20 января 1814 года он был награждён орденом св. Георгия 4-й степени (№ 2798 по кавалерскому списку Григоровича — Степанова)
За отличие в сражении с французами при Ла-Ротьере.
Переведенный 25 апреля 1814 года в лейб-гвардии Конно-Егерский полк, он за отличие в Заграничном походе был произведён в майоры.
За участие в многочисленных сражениях против Наполеона он также был награждён орденами св. Владимира 4-й степени с бантом (19 декабря 1812 года) и св. Анны 2-й степени (13 августа 1813 года), а также прусским орденом Pour le Mérite.
14 октября 1816 года произведён в подполковники с переводом в Лифляндский конно-егерский полк. С 13 марта 1818 года служил в Арзамасском конно-егерском полку.
10 августа 1820 года Петровский получил чин полковника, и 19 ноября 1824 года назначен был командиром Тираспольского конно-егерского полка, но в 1828 году, вследствие перелома ноги, вынужден был временно оставить командование.
В 1831 году Петровский принимал участие в подавлении Польского мятежа и за боевые отличия был награждён орденом св. Владимира 3-й степени (13 июля 1831 года) и императорской короной к ордену св. Анны 2-й степени (26 октября 1831 года) а также польским знаком отличия за военное достоинство (Virtuti Militari) 3-й степени.
В течение службы Петровский совершил 11 кампаний и был в 85 сражениях, если не более. Пред вступлением в бой он имел обычай прочитывать 90-й псалом Давида. Ни разу ни в одном из боев он не был ранен.
С мая 1833 года состоял при штабе 5-го резервного кавалерийского корпуса. Прикомандированный 22 июня 1833 года к Образцовому кавалерийскому полку, Петровский 22 апреля 1834 года был произведён в генерал-майоры с назначением состоять по военно-учебным заведениям, а 22 мая того же года был назначен председателем в образованную по Высочайшему повелению комиссию для разбора вещей, оставшихся по смерти графа Аракчеева.
30 апреля 1837 года Петровский получил место директора Нижегородского графа Аракчеева кадетского корпуса, во главе которого пробыл до 1 октября 1840 года, когда вышел в отставку.
Оставив службу, Петровский поселился в своем небольшом имении близ Задонска, но затем, отдав его двум замужним дочерям своим, поступил в 1858 году в монастырь — в Козельскую Оптину пустынь, где жил в полном уединении и где умер, приняв перед смертью монашество, 23 января 1867 года.
П. П. Карцов, в своём исследовании истории Нижегородского кадетского корпуса оставил следующую характеристику Петровского: «Старый кавалерист, участвовавший в 85 сражениях, это был в полном смысле добряк, никогда не готовившийся стать во главе воспитательного заведения. …, Несмотря на полный недостаток самостоятельности, кадеты любили Петровского за доброту, ласковость и заботливость о их содержании».
Вот что сказано в Оптинском патерике о последних годах жизни Петровского: "…Вне службы церковной никто не видел его праздным: находясь в келлии своей, он постоянно чем-нибудь занимался. Любимое занятие его составляли: внимательное чтение слова Божия, также отеческих и других душеспасительных книг, молитва, богомыслие и переписывание изречений богомудрых отцов. Плодом таких занятий было то, что труженик этот приобрел впоследствии дар, который нелегко и нескоро достается, а именно дар слез. Келейник, входивший в келлию в то время, когда стоял он на молитве, заставал его в слезах. Да и вообще, стоило, бывало, только завести с ним речь о спасении и необходимости достигать этого блага — и слезы неудержимым потоком лились из глаз его…
Вскоре после смерти отца Андрея (на 81 году жизни) келейнику его, послушнику Оптиной Пустыни Пахомию Данилову Тагинцеву, было такое сновидение. «14 февраля 1867 года,— говорил он,— в послеобеденное время прилег я на ложе свое для краткого отдохновения и вижу во сне, будто я нахожусь в каком-то обширном саду, дивная местность которого, благоухание от растущих там деревьев с листьями на ветвях, похожими на роскошные цветы, поражали взоры мои. Чудное пение красивых птиц, сидевших на деревьях, неизъяснимо услаждало слух мой. Далее мне представилось какое-то огромное великолепное здание, возвышавшееся на открытой местности среди сада; наружный вид здания, стройность во всех частях его при богатой обстановке — выше всякого описания; внутренние стены дома, казалось мне, составлены были будто бы из ярко сияющей массы, подобной чистому и прозрачному хрусталю. В одной из трех обширных зал стоял штучный, превосходной работы, стол, с изображением на поверхности птиц; а несколько далее стояли люди, обращенные лицами к той стороне, где находилась божница со святыми иконами. Они одеты были в блестящие белые одежды, покроем своим похожие на подрясники иноческие; подпоясаны ремнями, тоже монашескими; в руках своих держали четки черные; не очень длинные, но кудреватые и красивые локоны волос опускались с голов и покоились по плечам их. Все они, вместе с бывшим посреди их неизвестным мне монахом в мантии и клобуке, общим хором, необыкновенно стройно пели Херувимскую песнь. В это время из крайней комнаты, находящейся на левой стороне, очень ясно слышан был мне голос отца Андрея, обращенный ко мне: „Видишь ли, брат Пахомий, какой милости сподобил меня Господь? Блажен тот человек, который держится Господа“. Голос этот был голос Андрея, самого же его в лицо не видел. С этим словом я проснулся».